# NGC 826
NGC 826 ist ein Galaxienpaar im Sternbild Dreieck. Es ist rund 222 Millionen Lichtjahre von der Milchstraße entfernt. 
Das Objekt wurde von dem Astronomen Edouard Stephan im Jahr 1871 mithilfe eines 80-cm-Teleskops entdeckt.